# То је само крај света
То је само крај света (фр. Juste la fin du monde) канадско-француска је филмска драма у режији и по сценарију Гзавјеа Долана из 2016. Сценарио је заснован на истоименој драми Жан-Лик Лагарса. Главни протагониста Луј (Гаспар Улије) је млад и успешан драмски писац, који се враћа кући, након што је сазнао да је смртно болестан, не би ли мајци (Натали Бе), сестри (Леа Седу), брату (Венсан Касел) и снаји (Марион Котијар) саопштио вест о предстојећој смрти. Ово је први Доланов филм који је поред Канаде финансирала и Француска и први у којем су главне улоге додељене искључиво француским глумцима. Премијерно је приказан у оквиру главног такмичарског програма 69. Канског фестивала, где је освојио награду Гран-при и награду Екуменског жирија. Упркос наградама филмски критичари са енглеског говорног подручја су били подељени у оценама; од оних који су му замерали мелодраматичност и лошу режију, до оних који су хвалили нестварну и стилизовану атмосферу у приказу дисфункционалних односа у породици. Сам Долан га сматра својим најбољим филмским остварењем у каријери.

## Улоге
| Глумац         | Улога  |
| -------------- | ------ |
| Гаспар Улијел  | Луј    |
| Натали Бе      | мајка  |
| Марион Котијар | Катрин |
| Леа Седу       | Сузан  |
| Венсан Касел   | Антоан |

## Продукција
Сценарио је заснован на истоименој драми француског књижевника Жан-Лик Лагарса, који ју је написао у време док је боловао од АИДС-а. Долан је у интервјуима саопштио да га је са овом драмом упознала глумица Сузан Клеман, док су снимали филм Мамица. Када ју је први пут прочитао, није му се претерано допала, док је тек са годинама уочио њену естетску вредност и пожелео да је претвори у филм. Поетски језик књижевног дела није било лако адаптирати у филмски сценарио. Долан је читав процес објаснио следећим речима:
Покушао сам да задржим особености и јединственост Лагарсовог језика онолико колико сам могао .... Представа је глагољива, језик узнемирен и расплинут. Ликови стално мењају сопствену језичку структуру, преламају је, парафразирају сопствене реченице. У основи задржао сам све то, али сам очигледно морао да скратим неколико монолога, и наравно, да неке епизоде избацим. Оно што је заиста промењено је структура. Друга половина представе је скоро потпуно апстрактна. Ликови разговарају са свима и ни са ким, говорећи на сцени, али на различитим местима... Што је претпостављам превише позоришно и није нам дало могућности за одговарајућу надоградњу. Врхунац драмског сукоба се одиграва само између главног лика и његовог брата и исписан је на осам страна... Тако да сам морао да искористим делове из изостављених сцена, као и сцене које сам написао испочетка, не би ли написао други део и сам крај.

## Премијера у Кану
То је само крај света премијерно је приказан на 69. Канском фестивалу. Мишљења филмских новинарских критичара су након премијере била подељена. Долан је на конференцији за штампу на питање да прокоментарише лоше оцене појединих критичара одговорио: Постоји и неколико објављених позитивних рецензија. Можда је потребно мало више времена да филм заживи и да га људи не само погледају, већ и саслушају. Лично ово је мој најбољи филм. Такође, одбацио је приказ објављен на порталу Indiewire у коме су филм протумачили као аутобиографски: То није новинарство. То је трачарење. Праве се да је у питању софистицирана анализа, а заправо је јефтина психологизација.
Упркос негативним новинарским критикама филм је освојио Гран-при, другу најпрестижнију награду Канског фестивала, и Награду екуменског жирија. Неколико новинара је извиждало овакву одлуку жирија у сали за медије, одакле су посматрали доделу. Долан је врло емотивно и у сузама примио награду, цитирајући француског књижевника Анатола Франса: Радије бирам лудило емоција него равнодушност мудрости.

## Рецепција филмске критике
Питер Брадшо, филмски критичар енглеског Гардијана, позитивно га је оценио, доделивши му четири од могућих пет звездица, при чему је истакао да, иако се многима неће допасти, Доланово високо стилизовано остварење на ретко убедљив начин приказује безизлазну атмосферу у отуђеној породици. Брадшо се осврнуо и на анализу психичког стања Луја и његовог оклевања да саопшти вест о болести својим најближима, истичући неспремност главног јунака да прихвати улогу жртве, јер слути да то може додатно да угрози натегнуте односе у породици и омогући још дубљи презир према њему. Такође, истиче да један од унутрашњих сукоба Луја почива и на парадоксу што је у прошлости своју породицу доживљавао као смрт, а бекство из ње животом, док сада, када је на корак од смрти, безуспешно покушава у њу да се врати. „То је само крај света“ је дубоко песимистични филм на тему породице: која је приказана не као институција бриге и подршке, већ као нешто што гуши и кочи“.